# NGC 7128
NGC 7128 este o galaxie situată în constelația Lebăda. A fost descoperită în 14 octombrie 1787 de către William Herschel.